# Cyclosa hamulata
Cyclosa hamulata Tanikawa, 1992 è un ragno appartenente alla famiglia Araneidae.

## Etimologia
Il nome proprio della specie deriva dal sostantivo latino hamulus, -i, che significa uncino, amo, ad indicare la forma uncinata della parte distale dell'apofisi mediana dei pedipalpi maschili

## Caratteristiche
L'olotipo femminile e i paratipi rinvenuti sono di dimensioni: cefalotorace lungo 1,57-1,72mm, largo 0,92-1,05mm; opistosoma lungo 3,04-4,15mm.

## Distribuzione
La specie è stata reperita in Giappone e in Russia. Le principali località giapponesi sono: sul monte Izugatake, presso Chichibu, nella prefettura di Saitama; a Fuezuka, presso Hakone, nella prefettura di Kanagawa; a Ogisukeikoku, presso Suzuka-shi nella prefettura di Mie.

## Tassonomia
Al 2014 non sono note sottospecie e dal 2009 non sono stati esaminati nuovi esemplari.